# Phường 8, Mỹ Tho
Phường 8 là một phường cũ thuộc thành phố Mỹ Tho, tỉnh Tiền Giang, Việt Nam.

## Địa lý
Phường 8 nằm ở trung tâm thành phố Mỹ Tho, có vị trí địa lý:
- Phía đông giáp Phường 9
- Phía tây giáp Phường 3
- Phía nam giáp Phường 2
- Phía bắc giáp xã Mỹ Phong.

Phường 8 có diện tích 0,7 km², dân số năm 2022 là 11.101 người, mật độ dân số đạt 15.858 người/km².

## Lịch sử
Sau năm 1975, Phường 8 thuộc thành phố Mỹ Tho.
Ngày 28 tháng 9 năm 2024, Ủy ban Thường vụ Quốc hội ban hành Nghị quyết về việc sắp xếp đơn vị hành chính cấp huyện, xã giai đoạn 2023 – 2025 của tỉnh Tiền Giang (nghị quyết có hiệu lực từ ngày 1 tháng 11 năm 2024). Theo đó, sáp nhập toàn bộ 0,7 km² diện tích tự nhiên và quy mô dân số 11.101 người của Phường 8 vào Phường 2.